# Opera House (Wellington)
Opera House  - teatr w Wellington, stolicy Nowej Zelandii, usytuowany na ulicy Manners Street, naprzeciwko parku Te Aro. Mimo tego, że szkic rysunku wykonał australijski architekt William Pitt, to z powodu trudności technicznych (Pitt mieszkał w Melbourne) prace nad projektem kończył lokalny architekt Albert Liddy.
Jest to ceglany budynek z drewnianymi podłogami. Ma trzy poziomy. 